# Lipocarpha maculata
Lipocarpha maculata là loài thực vật có hoa trong họ Cói. Loài này được (Michx.) Torr. mô tả khoa học đầu tiên năm 1836.